# Васянович Андрій Олександрович
Андрій Олександрович Васянович (рос. Андрей Александрович Васянович, нар. 13 червня 1988, Краснодар, СРСР) — російський футболіст, захисник. Виступав за молодіжну збірну Росії.

## Кар'єра

### Клубна

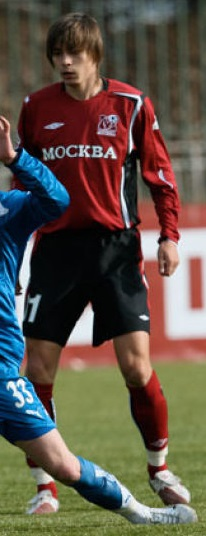
Васянович у «Москві»

Вихованець школи волгоградського Ротора. Професійну кар'єру гравця розпочав у 2005 році у клубі другої ліги Краснодар-2000, в якому грав до 2007 року, провівши за цей час 56 матчів у першості та три зустрічі у кубку країни.
У січні 2008 року поповнив склад клубу вищої ліги, підписавши контракт з столичним ФК «Москва». Того сезону провів 19 матчів за молодіжний склад команди. В основному складі дебютував 16 травня 2009 року в матчі 9-го туру чемпіонату проти підмосковних Хімок. Відіграв весь матч повністю, наприкінці першого тайму отримав жовту картку. Загалом у тому сезоні провів п'ять зустрічей у чемпіонаті та 11 ігор у молодіжній першості.
На початку 2010 року, зважаючи на добровільне зняття ФК «Москва» з розіграшу чемпіонату з подальшою втратою професійного статусу, був змушений шукати нову команду.
19 березня 2010 року був заявлений до складу ЦСКА. На початку серпня був відданий в оренду в Спартак-Нальчик, де провів другу половину сезону, 13 разів вийшовши на поле у складі основної команди.
У січні 2011 року був орендований сочинською Жемчужиною. У серпні того ж року, після зняття «Жемчужини» з розіграшу першості в першій лізі, повернувся до ЦСКА.
8 лютого 2012 року був взятий в оренду брянським Динамо, за яке провів 10 матчів. 20 березня 2012 року забив свій перший гол у першостях країни у матчі проти московського Торпедо.
29 червня 2012 року, після відкликання у «Динамо» професійної ліцензії, на правах оренди перейшов у волгоградський Ротор. Через сезон трансфер гравця був повністю викуплений волжанами. Загалом у складі волгоградської команди провів 30 зустрічей, у яких двічі відзначився голами. Перед початком сезону 2014/15, після зняття «Ротора» з розіграшу першості ФНЛ, уклав контракт із калінінградською Балтикою.
Дебютував у новій команді 6 липня 2014 року в матчі першого туру першості проти Шинника. Наприкінці 2014 року залишив клуб. Надалі грав за низку нижчолігових російських клубів.
У 2018—2020 роках грав у Прем'єр-лізі Криму за «Євпаторію», після чого перебрався до материкової частини України, де став виступати за аматорські команди «Джуніорс» (Шпитьки), «Штурм» (Іванків) та ФК «Лісне».

### Міжнародна
Виступав за національну команду на молодіжному рівні. Провів вісім зустрічей, у яких відзначився одним голом.